# Liste der Baudenkmale in Varrel
In der Liste der Baudenkmale in Varrel sind alle Baudenkmale der niedersächsischen Gemeinde Varrel aufgelistet. Die Quelle der Baudenkmale ist der Denkmalatlas Niedersachsen. Der Stand der Liste ist der 5. April 2021.

## Allgemein
In den Spalten befinden sich folgende Informationen:
- Lage: die Adresse des Baudenkmales und die geographischen Koordinaten. Kartenansicht, um Koordinaten zu setzen. In der Kartenansicht sind Baudenkmale ohne Koordinaten mit einem roten Marker dargestellt und können in der Karte gesetzt werden. Baudenkmale ohne Bild sind mit einem blauen Marker gekennzeichnet, Baudenkmale mit Bild mit einem grünen Marker.
- Bezeichnung: Bezeichnung des Baudenkmales
- Beschreibung: die Beschreibung des Baudenkmales. Unter § 3 Abs. 2 NDSchG werden Einzeldenkmale und unter § 3 Abs. 3 NDSchG Gruppen baulicher Anlagen und deren Bestandteile ausgewiesen.
- ID: die Objekt-ID des Baudenkmales
- Bild: ein Bild des Baudenkmales, ggf. zusätzlich mit einem Link zu weiteren Fotos des Baudenkmals im Medienarchiv Wikimedia Commons. Wenn man auf das Kamerasymbol klickt, können Fotos zu Baudenkmalen aus dieser Liste hochgeladen werden:

## Ohlendorf

### Einzelbaudenkmale
| Lage                                       | Bezeichnung | Beschreibung | ID       | Bild           |
| ------------------------------------------ | ----------- | --- | -------- | -------------- |
| Hohe Straße 52° 37′ 16″ N, 8° 43′ 54″ O    | Kirche      | Die evangelische Kirche St. Marien wurde 1870 bis 1871 als neogotische Backsteinkirche mit Westturm nach den Entwürfen von Conrad Wilhelm Hase errichtet, nachdem der Vorgängerbau 1869 abgebrannt war. Im Inneren befindet sich ein Taufstein aus dem 15. Jahrhundert. | 34450345 | Weitere Bilder |
| Hohe Straße 12 52° 37′ 14″ N, 8° 43′ 53″ O | Wohnhaus    | Das eingeschossige Fachwerkgebäude unter einem Satteldach wurde 1833 als Schule und Küsterhaus errichtet. 1990 wurde das Gebäude für die Gemeinde und Verwaltung umgenutzt.                                                                                             | 34450410 |                |
| Poststraße 3 52° 37′ 16″ N, 8° 43′ 45″ O   | Wohnhaus    | Das eingeschossige Backsteingebäude steht unter einem Satteldach mit einem Zwerchhaus unter einem Krüppelwalmdach. Nach einer Nutzung als Postamt wird das Gebäude wieder als Wohnhaus genutzt.                                                                         | 34450365 |                |

## Dörrieloh

### Einzelbaudenkmale
| Lage                                 | Bezeichnung | Beschreibung | ID       | Bild |
| ------------------------------------ | ----------- | --- | -------- | ---- |
| Renzel 5 52° 35′ 33″ N, 8° 43′ 48″ O | Heuerhaus   | Das Zweiständer-Hallenhaus wurde 1867 errichtet.                                                                     | 34450387 | BW   |
| Renzel 5 52° 35′ 31″ N, 8° 43′ 47″ O | Speicher    | Der zweigeschossige Fachwerkspeicher mit einem Keller für Kartoffeln wurde um 1850 unter einem Satteldach errichtet. | 34450321 |      |